# Radars Doppler de Norman et Cimarron
Pour les articles homonymes, voir Cimarron et Norman.
Les radars Doppler de Norman et Cimarron furent les premiers radars météorologiques en bande S utilisés par le National Severe Storms Laboratory, un centre du National Weather Service des États-Unis, pour perfectionner la prise de données sur la vitesse de déplacement des précipitations à l'intérieur des nuages selon l'effet Doppler-Fizeau. Ces deux radars permirent de développer les techniques nécessaires au développement du radar météorologique WSR-88D qui est utilisé dans le réseau national de surveillance météorologique NEXRAD.

## Histoire

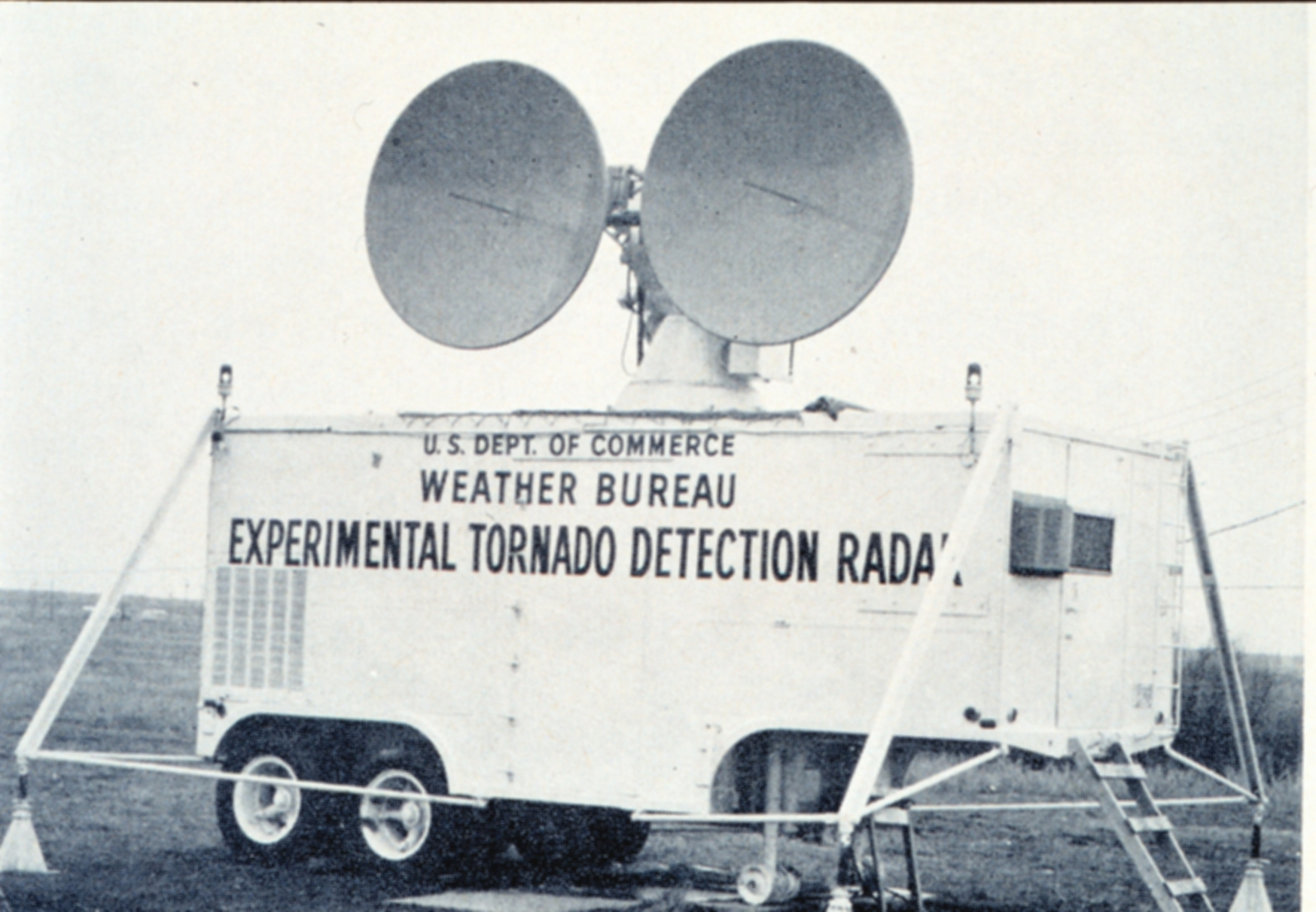
Radar à ondes entretenues de longueur d'onde de 3 cm utilisé à la fin des années 1950 pour tester le concept Doppler

Les premiers radars météorologiques ne mesuraient que l'intensité des précipitations (réflectivité) dans l’écho radar. Cependant, les vents à l'intérieur et autour des nuages peuvent causer de très importantes turbulences, en particulier dans les orages. Après plusieurs incidents et accidents aériens causés par des orages violents, l’US Weather Bureau, l’ancêtre du National Weather Service, a mis sur pied un laboratoire de recherche sur les radars à Norman (Oklahoma) pour développer un radar utilisant l’effet Doppler-Fizeau en télédétection des précipitations. 
En effet, il est possible d'estimer les vents en utilisant le fait que les gouttes de pluie ou les flocons de neige se déplacent horizontalement plus ou moins à la vitesse des vents. La mesure de ce déplacement se fait grâce au décalage Doppler. En juin 1958, les chercheurs David Holmes et Robert Smith purent détecter la rotation d'une tornade grâce au radar mobile à ondes entretenues de la photo de gauche. Le laboratoire de Norman, qui devint plus tard le NSSL, modifia ce radar pour en faire un radar Doppler pulsé permettant plus facilement de connaître la position des échos et ayant une plus grande puissance-crête. 
À partir de 1964, il fut utilisé dans de nombreuses campagnes de mesures pour déterminer les meilleurs paramètres d'opération. Les chercheurs se rendirent rapidement compte qu'à la longueur d'onde utilisée il fallait compter avec une forte atténuation et que le compromis « portée utile versus vitesses non ambigües » (Dilemme Doppler) n'était pas optimum. 
En 1967, le centre de recherche sur les radars du NSSL décida, selon les recommandations du professeur Roger Lhermitte, de développer un radar météorologique en bande S (longueur d'onde de 10 cm) pouvant mieux détecter le mouvement des précipitations dans les nuages grâce à l'effet Doppler-Fizeau. Le choix de cette bande de fréquence voulait dire une très faible atténuation dans les précipitations fortes, ce qui était un important problème des radars WSR-74 précédents, mais nécessitait une plus grande antenne et des dépenses à l'avenant.
En 1969, avec l'aide d'un consultant de l'université d'Oklahoma, Gene Walker, le NSSL put mettre la main sur un radar mis au rebut par l'US Air Force et provenant de la ligne DEW. Ce radar avait tous les éléments de base nécessaires, incluant un klystron mieux adapté à l'usage envisagé que les émetteurs à magnétron non-cohérents. Cependant, il fallut trouver un piédestal, une tour, un mécanisme de contrôle de la rotation et de l'élévation, ainsi qu'un système d'archivage des données. L'assemblage final fut fait à Norman (Oklahoma) avec des pièces usagées provenant de diverses sources et avec l'aide d'un groupe de la National Air Guard de l'Oklahoma en exercice.
Après les débuts prometteurs de ce radar, il fut décidé en 1972 d'en construire un autre similaire à proximité. En effet, les vitesses obtenues par un radar Doppler ne donnent que la vitesse radiale, c'est-à-dire la composante s'éloignant ou s'approchant du radar. Afin d'obtenir une représentation des vents en trois dimensions, il faut avoir au moins deux composantes radiales. Le nouveau radar fut construit dans le champ Cimarron, à Yukon dans la banlieue d'Oklahoma City, à 42 km au nord-ouest du radar de Norman. Il s'agissait d'un autre radar de surplus, identique au premier, mais avec cette fois un piédestal neuf. Il devint opérationnel au début de 1974. Bien que ce radar soit assez imposant, il est possible de le démonter pour le déplacer en cas de besoin pour des recherches spécifiques.

## Réalisations

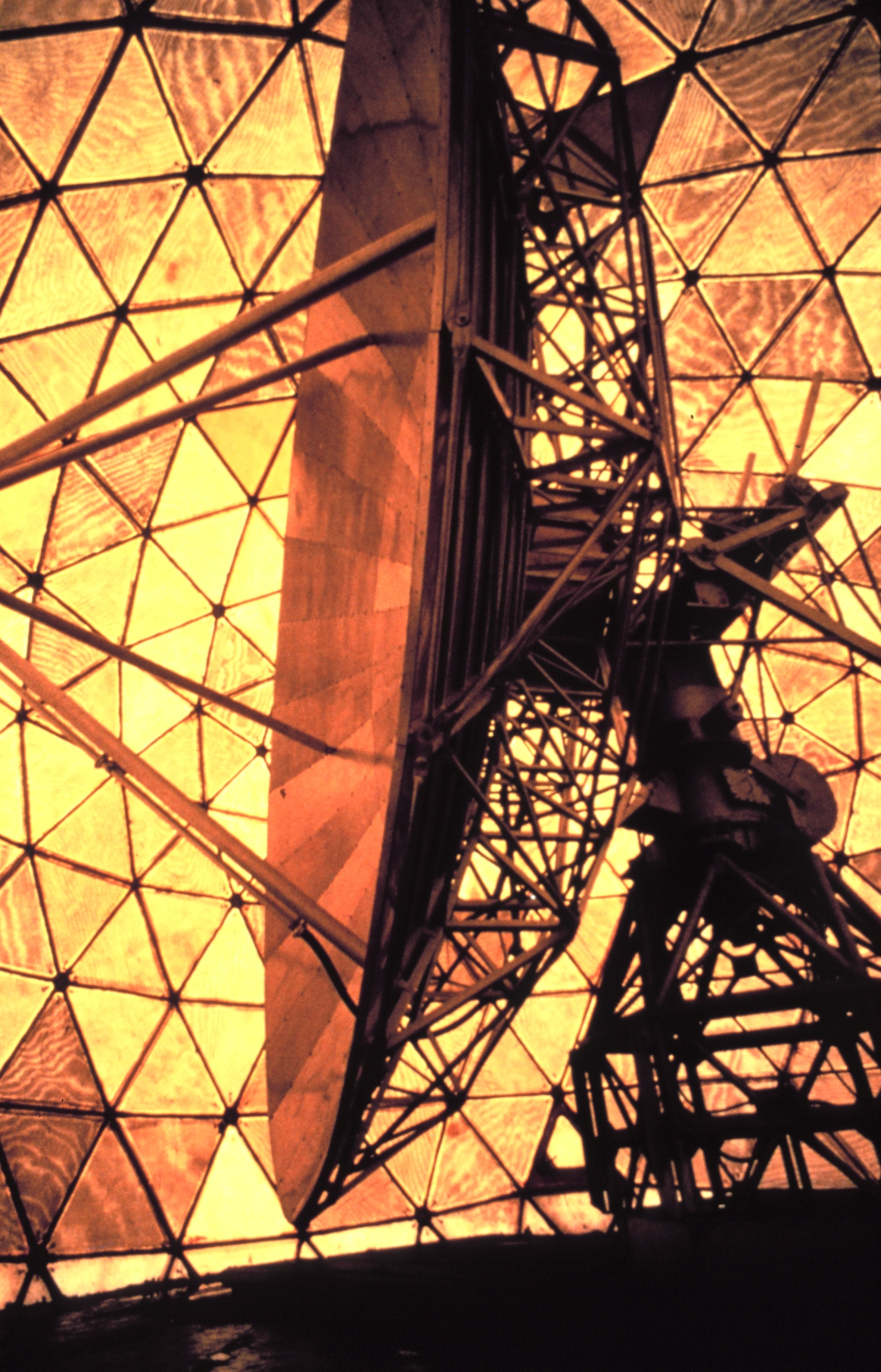
Vue de l'antenne du radar de Norman à l'intérieur du radôme

Quand le radar de Norman devint opérationnel au printemps 1971, durant la saison des tornades du Tornado Alley, il était l'un des seuls radars météorologiques au monde de longueur d'onde de 10 cm à utiliser l'effet Doppler-Fizeau. À ce moment, le seul affichage de données disponible était un appareil similaire à un PPI pour la réflectivité, mais qui utilisait un filtre en sortie sur les données Doppler pour afficher les endroits autour du radar où se produisait un changement rapide des vitesses radiales. Cet affichage montrait bien le cisaillement des vents à l'intérieur d'un orage associés avec la rotation d'un mésocyclone, mais pas le champ des vents radiaux lui-même. Les données brutes recueillies étaient enregistrées sur bande magnétique pour pouvoir être analysées plus tard lorsqu'un système d'affichage adapté aurait vu le jour et que le NSSL aurait fait l'acquisition d'ordinateurs suffisamment puissants. 
Les chercheurs purent ainsi découvrir les caractéristiques du mouvement de l'air et des précipitations dans les nuages, en particulier dans ceux des orages violents causant des tornades. Lors la saison 1973, le radar permit de suivre le mouvement de l'air dans un tel orage en même temps que des chasseurs d'orages du NSSL suivaient le nuage in situ à Union City (Oklahoma),. Les données recueillies permirent de trouver la signature tornadique de rotation et son évolution depuis les niveaux moyens du nuage vers le sol.
La mise en service du radar de Cimarron permit de recueillir les données de vents de deux points de vue. Ce furent les premières études qui permirent d'extraire le mouvement dans le nuage en trois dimensions. Il permit de confirmer les constatations faites avec le radar de Norman et de les affiner pour développer un modèle conceptuel des orages,. Les études menées avec les deux radars permirent de définir les caractéristiques que devait avoir un radar météorologique de nouvelle génération pour répondre aux besoins du National Weather Service et de l’US Air Force. Le développement du traitement des données Doppler en temps réel est également à mettre au crédit de ces radars.
Le radar de Norman fut déclassé après la mise en service d'un NEXRAD situé à proximité, mais le radar de Cimarron est toujours en service bien que modifié. Il permet encore aux chercheurs d'étudier les orages. En particulier, il fut modifié en 1983 pour permettre l'émission du faisceau en polarisation horizontale et verticale ce qui a conduit à découvrir les propriétés distinguant les différents types de précipitations dans un nuage,. Cette double polarisation permet au météorologue de déterminer directement le type plutôt qu'indirectement. Le résultat de ces études, et d'autres subséquentes, menèrent à la modernisation des radars de NEXRAD à partir de 2010,.